# Les Selvage
Lester Revell Selvage, detto Les (St. Louis, 7 marzo 1943 – St. Louis, 15 giugno 1991), è stato un cestista statunitense, professionista nella ABA.

## Carriera
Ha giocato in ABA con gli Anaheim Amigos nella stagione 1967-1968, detiene il record di sempre in ABA di tiri da tre punti realizzati in una singola partita (10) e di tiri da tre punti tentati (26) fatti registrare il 15 febbraio 1968 contro i Denver Rockets.
Il suo record di tiri da tre resisterà anche in NBA fino al 7 Gennaio 2003 quando contro i Seattle SuperSonics Kobe Bryant metterà a segno 12 tiri da tre, in precedenza nel 1996 Dennis Scott ne aveva realizzati 11 ma con la linea da tre punti più vicina a 6,75 metri.

## Statistiche

### ABA

#### Regular Season
| Anno            | Squadra         | PG | PT | MP   | TC%  | 3P%  | TL%  | RP  | AP  | PRP | SP | PP   |
| --------------- | --------------- | -- | -- | ---- | ---- | ---- | ---- | --- | --- | --- | -- | ---- |
| 1967-1968       | Anaheim Amigos  | 78 |    | 31,2 | 35,5 | 31,9 | 74,1 | 2,8 | 3,2 |     |    | 14,0 |
| 1969-1970       | L.A. Stars      | 4  |    | 4,3  | 28,6 | 0,0  | 0,0  | 0,5 | 1,3 |     |    | 2,0  |
| Carriera Totale | Carriera Totale | 82 |    | 29,9 | 35,4 | 31,6 | 74,1 | 2,7 | 3,1 |     |    | 13,5 |

#### Massimi in carriera
Regular Season
- Massimo di punti in ABA: 38 vs Denver Rockets (15 febbraio 1968)
- Massimo di rimbalzi in ABA: 8 (2 volte)
- Massimo di assist in ABA: 10 vs Oakland Oaks (24 marzo 1968)

## Palmarès
- Maggior numero di tiri da tre punti realizzati in stagione ABA: (1967-1968)